# コナミレーベル
コナミレーベル（KONAMI LABEL）は、コナミデジタルエンタテインメントによる日本のレコードレーベル。同社のオリジナルサウンドトラックやラジオドラマ、『パーフェクトセレクション』シリーズをはじめ、『千両箱』『MIDI POWER』『ツインビーPARADISE』『ときめきメモリアル』『ビートマニア』シリーズなどのコナミのゲーム関連CDが発売されている。

## 歴史
1989年にコナミ（現・コナミグループ）とキングレコードにより設立された。コナミレーベル第1弾として発売されたのは『サンダークロス』、『がんばれゴエモン2』、『ゴーファーの野望 エピソードII』、『F1スピリット + F1スピリット 3Dスペシャル』の4枚だった。『サンダークロス』については同作品のオリジナルサントラやアレンジだけではなく『沙羅曼蛇』、『A-JAX』、『グラディウスII -GOFERの野望-』のアレンジや『ホットチェイス』のサントラも収録していた。また残りの3枚はマキシシングルとして発売された。ただしこの4枚が初めてキングレコードから発売されたコナミ作品のCDではなく、コナミレーベル発足前にもコナミ作品のCDが何枚か発売されていた。
後にコナミはコナミミュージックエンタテインメントを設立したため、キングレコードとの提携を解消（ただし、販売委託は継続）。その後コナミミュージックエンタテインメントはコナミメディアエンタテインメントに社名変更した後いったんコナミ本体に吸収合併され、2006年3月31日付けで持株会社化したコナミからコナミデジタルエンタテインメントが分離新設された。2002年以降の販売は当初からのキングレコードに加え、ソニー・ミュージックソリューションズ、ユニバーサルミュージックジャパンにも委託している。

## 所属していたアーティスト

### キングレコード販売委託
- 神田朱未（スターチャイルドへ移籍）
- 金月真美（モストカンパニーへ移籍）
- 栗林みえ
- 桑島法子（ビクターエンタテインメントへ移籍）
- 國府田マリ子（キングレコードへ移籍）
- 菅原祥子
- 田村ゆかり（キングレコードへ移籍）
- 丹下桜
- 長沢ゆりか
- 野田順子

### ユニバーサルミュージックジャパン販売委託
- Sana
- 樽木栄一郎
- すわひでお
- JAFROSAX
- AMBROZIA
- Jazzin' park
- サカヒカリ
- Heidy
- 清塚信也
- TЁЯRA

### ソニー・ミュージックソリューションズ販売委託
- パーキッツ
- 後藤沙緒里
- 右手愛美
- ATSUMI（Jazzin' parkが、プロデュース）
- 片岡あづさ
- 福井裕佳梨
- 小林ゆう
- ナスカ（UNIVERSAL MUSICへ移籍）